# Cảnh quan

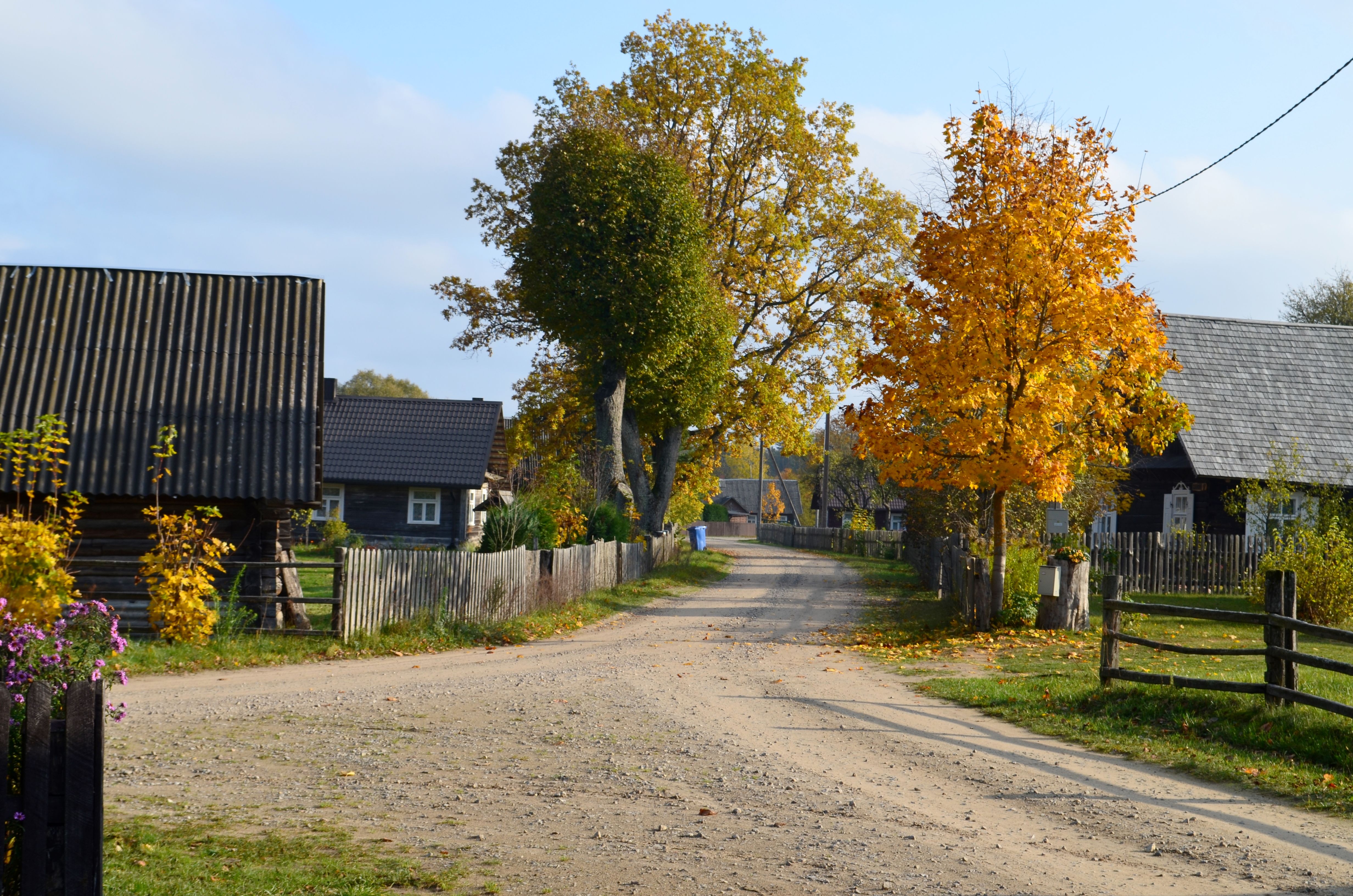
Cảnh quan một thị trấn bình yên ở châu Âu

Cảnh quan hay quang cảnh là tập hợp các cảnh vật, cây cối, động vật được dựa trên các yếu tố về khí hậu và ảnh hưởng của môi trường hay khí hậu. Cảnh quan khác nhau tùy thuộc vào môi trường hay khí hậu mỗi nơi.